# Liste de films tournés dans le département de l'Indre
Un certain nombre d'œuvres cinématographiques et télévisuelles ont été tournés dans le département de l' Indre.
Voici une liste à compléter de films, téléfilms, feuilletons télévisés, films documentaires... tournés en Indre, classés par commune et lieu de tournage et date de diffusion.

## A
- Haut – A
- B
- C
- D
- E
- F
- G
- H
- I
- J
- K
- L
- M
- N
- O
- P
- Q
- R
- S
- T
- U
- V
- W
- X
- Y
- Z

- Aigurande
  - 2000 : Balafola de Mohamed Camara[1]

- Argenton-sur-Creuse
  - 1973 : Une atroce petite musique de Georges Lacombe[2]
  - 1978 : L'Œil du sorcier de Alain Dhénaut[3]
  - 1996 : Les Lacets de Stéphane Le Lay [4]
  - 2006 : Michou d'Auber de Thomas Gilou[4]
  - 2014 : Maestro de Léa Fazer

Azay-le-Ferron
- - 1965 : L'Assassinat considéré comme l'un des beaux-arts de Maurice Boutel[5]

## B
- Haut – A
- B
- C
- D
- E
- F
- G
- H
- I
- J
- K
- L
- M
- N
- O
- P
- Q
- R
- S
- T
- U
- V
- W
- X
- Y
- Z

- Baraize
  - 2007 : Un secret de Claude Miller
  - 2014 : Maestro de Léa Fazer

- Le Blanc
  - 1968 : Quarante-huit-heures d'amour de Cecil Saint-Laurent[6]
  - 1975 : Elle est pas belle, la vie ? de Patrice Severac[7]
  - 1986 : Mauvais sang de Leos Carax[7]
  - 1996 : Les Lacets de Stéphane Le Lay[8]

- Bommiers
  - 1979 : Les Maîtres sonneurs de Lazare Iglesis[8]

- Bouges-le-Château
  - 1994 : Le Colonel Chabert de Yves Angelo[9]

- Buzançais
  - 1973 : Les Noces rouges de Claude Chabrol[10]
  - 1984 : Deuil en Caravane (série TV Les Cinq Dernières Minutes) de Jean-Louis Muller[10]

## C
- Haut – A
- B
- C
- D
- E
- F
- G
- H
- I
- J
- K
- L
- M
- N
- O
- P
- Q
- R
- S
- T
- U
- V
- W
- X
- Y
- Z

- Ceaulmont
  - 1988 : La Vouivre de Georges Wilson[11]

- Chabris
  - 1999 : Pourquoi la biche pleure-t-elle ? de Emmanuel Parraud[12]

- Chaillac
  - 1989 : Mais qui arrêtera la pluie ? de Daniel Duval[13]

- Châteauroux
  - 1969 : Le Clan des Siciliens d'Henri Verneuil
  - 1976 : L'Alpagueur de Philippe Labro[14]
  - 1978 : Le Voyage de Selim de |Régina Martial[15]
  - 1984 : Nostalgie de Pascal Chambrion[16]
  - 1984 : Jeux dangeraux de François Ozzola et Georges Magny|[16]
  - 1986 : Joe from Maine de Dominique Laudijois et Pierre Laudijois[17]
  - 1987 : Châteauroux District de Philippe Charigot[17]
  - 1988 : La Flaque de flotte Denis Pontonnier[18]
  - 1990 : Max ou la Faiseuse de bien de Thibaud Tailland, Ramine Nouri, Jean-Frédéric Desaix
  - 1994 : Filmer Châteauroux Les Chapardeurs[19]
  - 1995 : Laure et l'argent Pierre Laudijois et François Rosolato[19]
  - 2002 : Fais-moi des vacances de Didier Bivel[20]
  - 2002 : Dans le rouge de Sébastien Jousse[20]
  - 2017 : Un amour impossible de Catherine Corsini[21]
  - 2024 : Un coup de dés d'Yvan Attal[22]

- Châtillon-sur-Indre
  - 1999 : Le Requiem de Wallenberg de Philippe de Canck[23]
  - 2014 : Maestro de Léa Fazer

- La Châtre
  - 1978 : Le Voyage de Selim  de Régina Martial[24]
  - 1984 : Fanchette de Régina Martial[25]
  - 1989 : Week-end surprise (série La Belle Anglaise) de Jacques Besnard[26]
  - 1997 : À chacun son tour de Jean-Jacques Kahn[27]
  - 2005 : Cache-cache de Yves Caumon[28]

- Chazelet
  - 1988 : téléfilm La Croisade des enfants de Serge Moati[29]

## D
- Haut – A
- B
- C
- D
- E
- F
- G
- H
- I
- J
- K
- L
- M
- N
- O
- P
- Q
- R
- S
- T
- U
- V
- W
- X
- Y
- Z

- Déols
  - 1969 : Le Clan des Siciliens de Henri Verneuil[30],[31]
  - 1993 : L'Aveuglette de Stéphane Aucante[32]
  - 2005 : Tenerife, le crash du siècle de Chantal Hébert[33]
  - 2023 : Une année difficile d'Éric Toledano et Olivier Nakache[34]

## E
- Haut – A
- B
- C
- D
- E
- F
- G
- H
- I
- J
- K
- L
- M
- N
- O
- P
- Q
- R
- S
- T
- U
- V
- W
- X
- Y
- Z

- Éguzon-Chantôme
  - 2010 : Pauline et François de Renaud Fély[35]
  - 2014 : Maestro de Léa Fazer[36]

## G
- Haut – A
- B
- C
- D
- E
- F
- G
- H
- I
- J
- K
- L
- M
- N
- O
- P
- Q
- R
- S
- T
- U
- V
- W
- X
- Y
- Z

- Gargilesse-Dampierre
  - 1962 : La Méprise de Jean-Michel Rankwitch[37]
  - 2014 : Maestro de Léa Fazer[36]

## I
- Haut – A
- B
- C
- D
- E
- F
- G
- H
- I
- J
- K
- L
- M
- N
- O
- P
- Q
- R
- S
- T
- U
- V
- W
- X
- Y
- Z

- Issoudun
  - 1997 : La Dame aux camélias de Jean-Claude Brialy[38]

## M
- Haut – A
- B
- C
- D
- E
- F
- G
- H
- I
- J
- K
- L
- M
- N
- O
- P
- Q
- R
- S
- T
- U
- V
- W
- X
- Y
- Z

- Malicornay
  - 2006 : Écoute le temps de Alanté Kavaïté[39]

- Mérigny
  - 1996 : Les Lacets de Stéphane Le Lay[40]

- Mers-sur-Indre
  - 1972 : La Mare au diable de Pierre Cardinal[41]

- Mézières-en-Brenne
  - 1981 : Pleine Lune de Jean-Pierre Richard[42]

- Migné
  - 1992 :Le Sommeil des agités de Hervé Colombani[43]

- Montchevrier
  - 2006 : Michou d'Auber de Thomas Gilou[44]

- Montgivray
  - 1978 :Le Voyage de Selim de Régina Martial[45]

- Mouhet
  - 1989 : La Vouivre de Georges Wilson[46]

## N
- Haut – A
- B
- C
- D
- E
- F
- G
- H
- I
- J
- K
- L
- M
- N
- O
- P
- Q
- R
- S
- T
- U
- V
- W
- X
- Y
- Z

- Neuillay-les-Bois
  - 1989 : La Vouivre de Georges Wilson[47]

- Niherne
  - 1987 : Châteauroux District de Philippe Charigot[48]

- Nohant-Vic
  - 1921 : La Petite Fadette de Raphaël Adam[49]
  - 1924 : La Mare au diable de Pierre Caron[49]
  - 1926 : Mauprat de Jean Epstein[50]
  - 1967 : Lélia ou la vie de George Sand de Henri Spade[51]
  - 1972 : La Mare au diable de Pierre Cardinal[52]
  - 1973 : George qui ? de Michèle Rosier[52]
  - 1975 : George Sand de Pierre Philippe et Francine Mallet[53]
  - 1976 : François le Champi de Lazare Iglésis[53]
  - 1978 : La Petite Fadette de Lazare Iglésis[54]
  - 1978 : Le Voyage de Selim de Régina Martial[55]
  - 1982 : La Robe de Lune de Olivier Furon[55]
  - 1993 : George Sand et Chopin de Klaus Kirshner[55]
  - 1993 : George Sand, une femme libre de Gérard Poitou-Weber[56]
  - 1997 : La Dame aux caméliasde Jean-Claude Brialy[57]
  - 1997 : George Sand en mal d'Aurore de Françoise-Renée Jamet et Laurent Marocco[57]

## O
- Haut – A
- B
- C
- D
- E
- F
- G
- H
- I
- J
- K
- L
- M
- N
- O
- P
- Q
- R
- S
- T
- U
- V
- W
- X
- Y
- Z

- Obterre
  - 1963 : Tyber de Grégoire Brainin[58]

- Orsennes
  - 1972 : Mauprat de Jacques Trébouta[58]

## P
- Haut – A
- B
- C
- D
- E
- F
- G
- H
- I
- J
- K
- L
- M
- N
- O
- P
- Q
- R
- S
- T
- U
- V
- W
- X
- Y
- Z

- Palluau-sur-Indre
  - 2005 : Le Marin acéphale de Lorenzo Recio[59]

- Parnac
  - 1989 : La Vouivre de Georges Wilson[59]

- Pouligny-Notre-Dame
  - 1989 : Week-end surprise (série La Belle Anglaise) de Jacques Besnard[60]
  - 1989 : Personne ne m'aime de Bernard Dubois[60]

## R
- Haut – A
- B
- C
- D
- E
- F
- G
- H
- I
- J
- K
- L
- M
- N
- O
- P
- Q
- R
- S
- T
- U
- V
- W
- X
- Y
- Z

- Rivarennes
  - 2004 : George Sand en mal d'Aurore de Françoise-Renée Jamet et Laurent Marocco[61]

- Rosnay
  - 1972 : Mauprat de Jacques Trébouta[62]
  - 1977 : L'Envoûture de Patrice Tessier[62]

## S
- Haut – A
- B
- C
- D
- E
- F
- G
- H
- I
- J
- K
- L
- M
- N
- O
- P
- Q
- R
- S
- T
- U
- V
- W
- X
- Y
- Z

- Saint-Benoît-du-Sault
  - 1947 : Le Cavalier de Croix-Mort de Lucien Gasnier-Raymond[63]
  - 1949 : On ne triche pas avec la vie de René Delacroix et Paul Vandenberghe[64]
  - 1981 : T'es grand et puis t'oublies de Serge Moati[64]
  - 1989 : La Vouivre de Georges Wilson[65]
  - 1989 : Nadine, meine Liebe (Nadine, mon amour) de Hans Werner[66]
  - 1992 : L'Étreinte de Sylvie Ayme[67]

- Saint-Plantaire
  - 2010 : Pauline et François de Renaud Fély[68]
  - 2014 : Maestro de Léa Fazer

- Sainte-Sévère-sur-Indre
  - 1947 : Jour de fête de Jacques Tati[69]
  - 1976 : Dégustation maison de Sophie Tatischeff[70]

- Saint-Gaultier
  - 1984 : Deuil en Caravane (série TV Les Cinq Dernières Minutes) de Jean-Louis Muller[71]

- Saint-Hilaire-sur-Benaize
  - 1975 : Elle est pas belle, la vie ? Patrice Severac[72]

- Saint-Maur
  - 1976 : L'Alpagueur de Philippe Labro[72]
  - 1992 : Enfer et rébellion de Dominique Douche[72]

- Saint-Valentin
  - 2004 : Faubourg du sentiment de Claude Calippe[73]

- Sarsay
  - 1962 : La Méprise de Jean-Michel Rankwitch[74]

- Sazeray
  - 1979 : La Servante de Lazare Iglésis[75]

## T
- Haut – A
- B
- C
- D
- E
- F
- G
- H
- I
- J
- K
- L
- M
- N
- O
- P
- Q
- R
- S
- T
- U
- V
- W
- X
- Y
- Z

- Thenay
  - 1947 : Le Cavalier de Croix-Mort de Lucien Gasnier-Raymond[76]
  - 1984 : Deuil en Caravane (série TV Les Cinq Dernières Minutes) de Jean-Louis Muller[77]

## V
- Haut – A
- B
- C
- D
- E
- F
- G
- H
- I
- J
- K
- L
- M
- N
- O
- P
- Q
- R
- S
- T
- U
- V
- W
- X
- Y
- Z

- Valençay
  - 1955 : Les Insoumises de René Gaveau[78]
  - 1955 : Zaza de René Gaveau[79]
  - 1957 : Sous la terreur de Ralph Thomas[79]
  - 1973 : Les Noces rouges de Claude Chabrol[80]
  - 1980 : Les Prisonniers de Valençay de Jean de Nesles[81]
  - 1994 : Le Colonel Chabert de Yves Angelo[82]
  - 2006 : Le Grand Meaulnes de Jean-Daniel Verhaeghe

- Vatan
  - 1987 : Les Oreilles entre les dents de Patrick Schulmann[83]

- Vendœuvres
  - 1960 : Le Voyage en ballon de Albert Lamorisse[84]
  - 1989 : La Vouivre de Georges Wilson[85]
  - 2000 : La Vase de Olivier Lorelle[86]